# ハリウッド・スキャンダル
「ハリウッド・スキャンダル」は、1978年9月21日に発売された郷ひろみ28作目のシングル。

## 収録曲
全曲　作詞:阿木燿子／作曲・編曲:都倉俊一
1. ハリウッド・スキャンダル（3分54秒）
題名にはハリウッドとあるが直接の題材ではなく、男性が（すでに別れた）女性との恋を、ハリウッドスターの恋愛スキャンダルになぞらえている、という歌詞である。
ザ・ベストテン（TBSテレビ）にランクインした1978年11月23日放送分では、宮崎市でのコンサートから国鉄の特急列車『おおよど』で移動中、途中停車駅の熊本駅プラットホームからの生放送で当楽曲を歌唱し、直後同列車に戻るというパフォーマンスを披露した事がある。
2. 白夜のクイーン（4分01秒）